# Bigos
Il bigos, specialità a base di crauti, carne e spezie, è uno tra i piatti simbolo della cucina polacca.
È cucinato soprattutto nelle stagioni fredde e nel periodo pasquale.
Esistono molte versioni di bigos, come ad esempio bigos litewski (bigos lituano), bigos węgierski (bigos ungherese) e bigos myśliwski (bigos di selvaggina). È un piatto diffuso in Bielorussia, Polonia, Lituania, Slovacchia, Ungheria ed in Germania.
Non è chiara l'origine della parola "bigos". Secondo Andrzej Bańkowski è probabile che venga dal tedesco "begossen" o "beigossen", o dall'italiano "bigutta".
La parola in antichità descriveva un taglio di carne, per poi passare ad indicare la gelatina di carne ed infine, a partire dal XVIII secolo, un piatto di crauti bolliti con carne.

## Ricetta[5][6]

### Ingredienti
Crauti tagliati fini, verza fresca, vitello, maiale, salsiccia polacca (kiełbasa), pancetta affumicata, funghi, cipolla, prugne secche, passata di pomodoro e spezie (tra cui pimento, pepe ed alloro).

### Preparazione
Esistono molti modi per preparare i bigos, a seconda del numero di ingredienti utilizzati, delle loro proporzioni e dei tempi di cottura. La variante più diffusa prevede che si lascino bollire i crauti in una casseruola, mentre al contempo si fa rosolare il manzo ed il maiale, tagliati a dadi e conditi con spezie, in un secondo tegame. Separatamente si lascino scottare la salsiccia e la pancetta affumicata e si versino infine tutti gli ingredienti in una pentola insieme ai crauti ed alla passata di pomodoro.
A seconda delle preferenze la cottura può protrarsi a fuoco lento per diverse ore.

## Galleria d'immagini

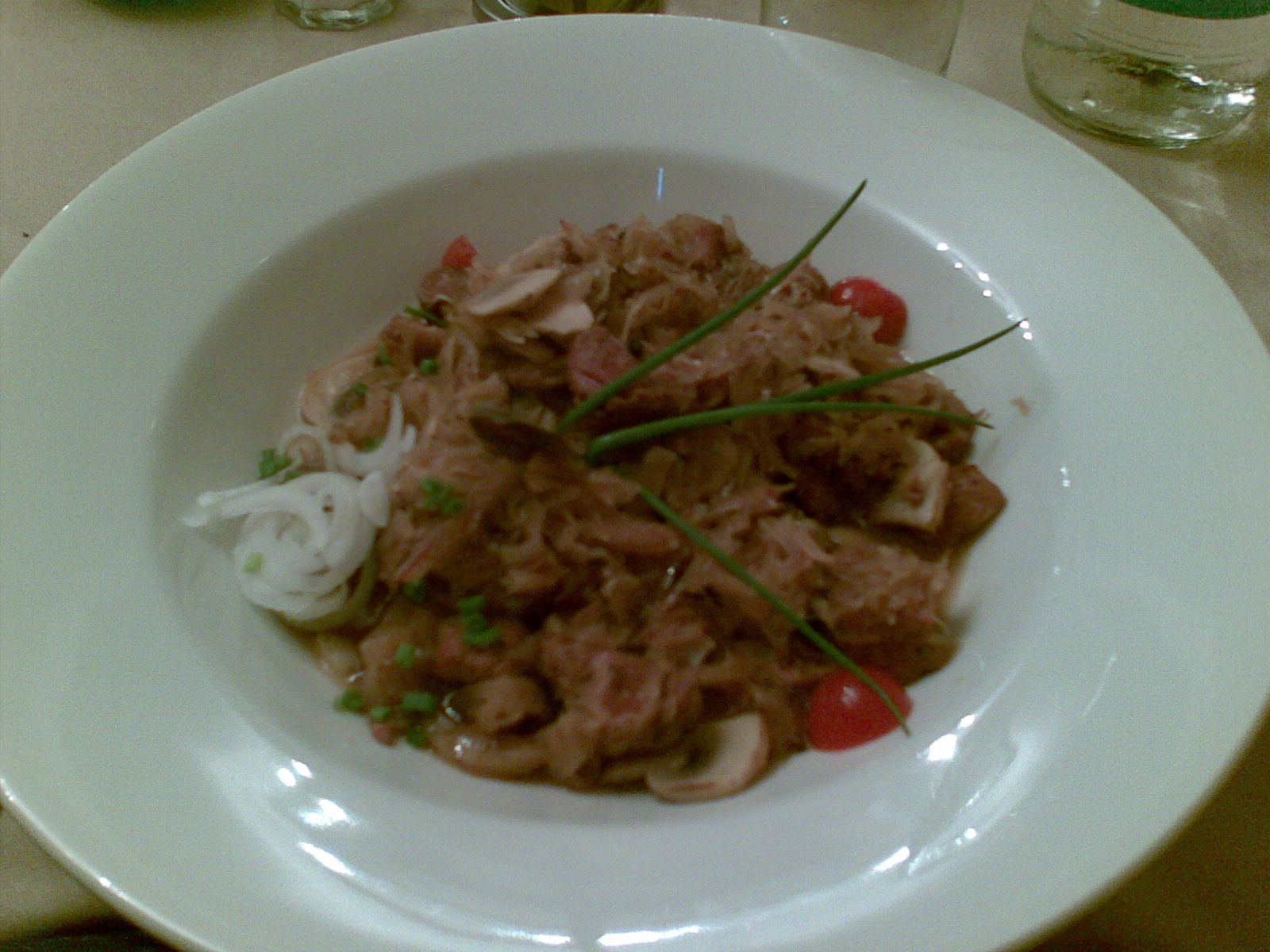
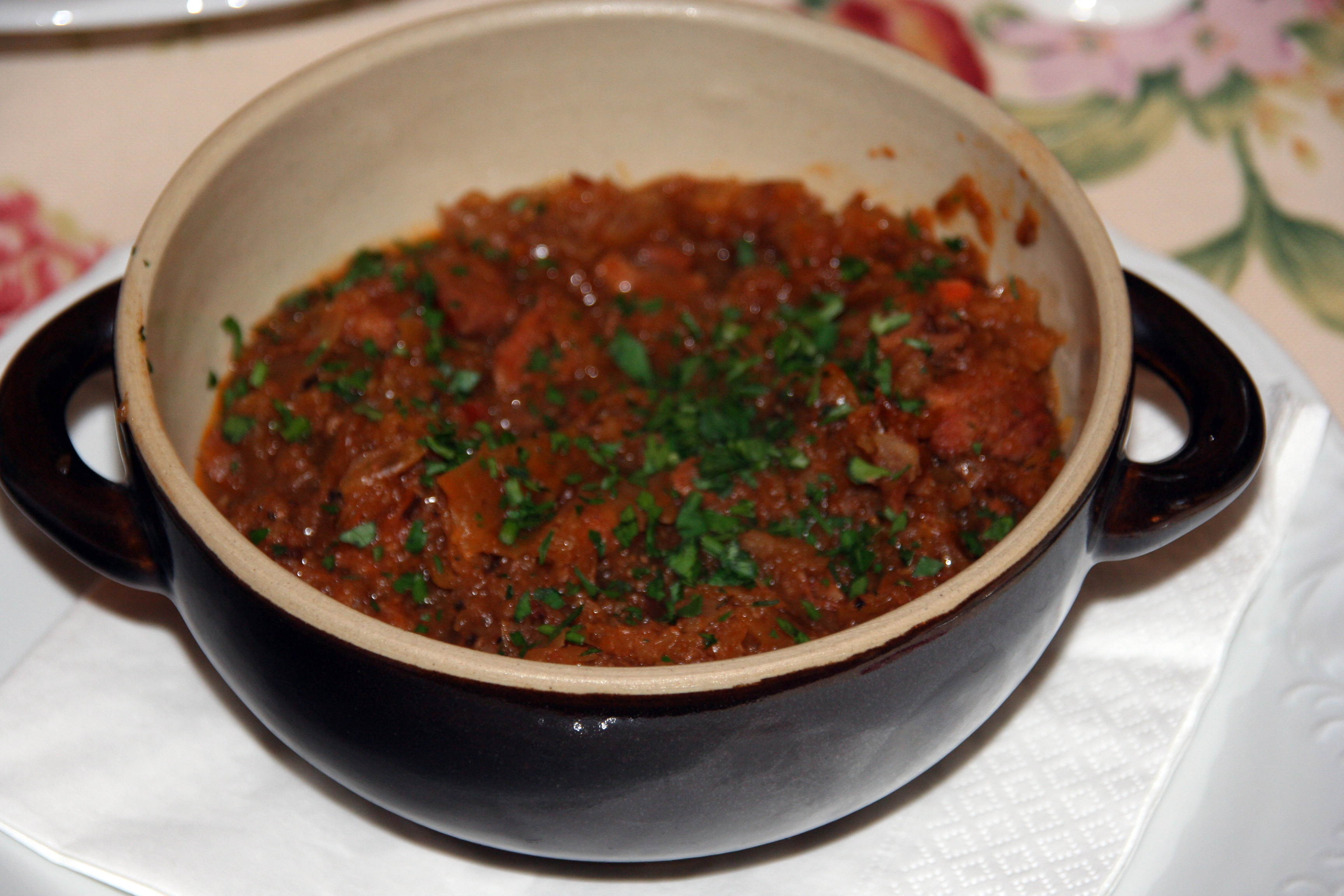
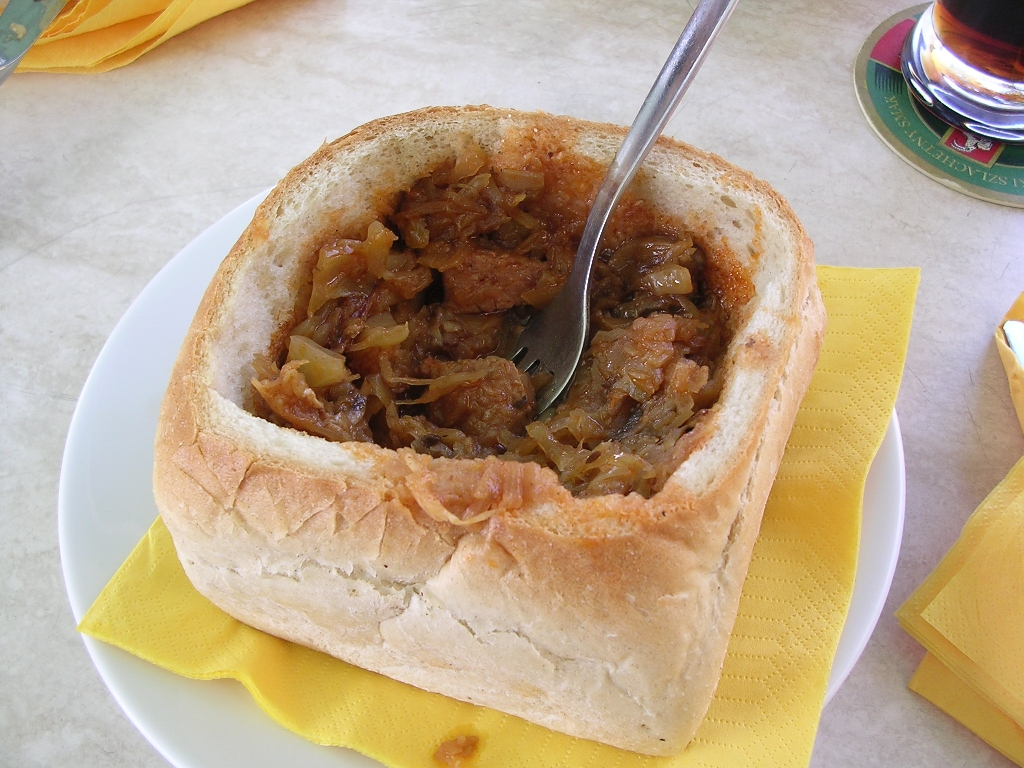